# Вторая студия МХТ
Вторая студия МХТ (2-я студия МХТ) — студия Художественного театра, существовавшая в Москве в 1916—1924 годах.

## История
Частная Школа драматического искусства, созданная мхатовцами Николаем Массалитиновым, Николаем Александровым и Николаем Подгорным, так называемая «Школа трёх Николаев», по инициативе одного из её педагогов, режиссёра МХТ Вахтанга Мчеделова, по образцу 1-й студии в 1916 году была преобразована во 2-ю студию МХТ.
Студия создавалась на деньги, собранные среди преподавателей — артистов Художественного театра (в их числе были Василий Лужский, Нина Литовцева, Е. П. Муратова) и учеников и первоначально расположилась в Милютинском переулке.
Вторая студия с самого начала отдавала предпочтение модернистскому репертуару и открылась спектаклем «Зеленое кольцо» по пьесе Зинаиды Гиппиус, поставленным Мчеделовым. По воспоминаниям Всеволода Вербицкого, одного из основателей и руководителей студии, дебют был более чем успешным: публика минут пять непрерывно вызывала режиссёра, который «по своей исключительной скромности» предпочёл спрятаться. Наибольший успех имел поставленный Мчеделовым спектакль «Елизавета Петровна» по пьесе Д. Смолина, позже перенесённый на сцену Художественного театра.
Начиная с 1919 года студия много гастролировала по стране — по городам Поволжья, Урала, Украины; побывала в Баку и Петрограде.
Спектакли в студии ставили как опытные режиссёры, в том числе Евгений Вахтангов, так и молодые — Илья Судаков, Михаил Кедров.
Вместе с тем студия до конца оставалась учебным заведением и воспитала целую плеяду талантливейших артистов. В 1924 году не стало Мчеделова; Вл. И. Немирович-Данченко приступил к реорганизации Художественного театра, и в то время как 1-я Студия была отпущена на волю и превратилась в самостоятельный театр — МХАТ 2-й, 2-я Студия прекратила своё существование, а её актёры и режиссёры были приняты в Художественный театр и составили так называемое «второе поколение» МХАТа. В 1927 году Немирович-Данченко писал бывшему студийцу Николаю Хмелёву: «Я радуюсь тому, что оправдались давно-давно сказанные мною слова, что во 2-й Студии больше, чем где-нибудь, индивидуальных дарований. Радуюсь тому, что во 2-й Студии всегда было такое крепкое, непоколебимое отношение к метрополии. Радуюсь, что судьба направила в главное русло театра именно 2-ю Студию и что её вожаки шли по этому пути со смелостью, ясностью и безоговорочностью — качества, с которыми только и можно побеждать».

## Репертуар
- 1916 — «Зеленое кольцо» З. Н. Гиппиус. Режиссёр В. Л. Мчеделов
- 1918 — «Младость» Л. Андреева. Режиссёры Н. Н. Литовцева и В. Л. Мчеделов.
- 1918 — «Потоп» Г. Бергера. Режиссёр Е. Б. Вахтангов
- 1920 — «Узор из роз» Ф. Соллогуба. Режиссёр В. В. Лужский
- 1922 — «Сказка об Иване дураке» М. А. Чехова по Л. Н. Толстому. Постановка К. С. Станиславского; режиссёр Б. И. Вершилов
- 1923 — «Разбойники» Ф. Шиллера. Постановка Б. И. Вершилова.
- 1923 — «Гроза» А. Н. Островского. Постановка И. Я. Судакова
- 1924 — «Дама-невидимка» П. Кальдерона. Постановка Б. И. Вершилова
- 1925 — «Елизавета Петровна» Д. Смолина. Постановка В. Л. Мчеделова и Л. В. Баратова.

## Известные артисты Второй студии
Борис Мордвинов
| - Азарий Азарин - Ольга Андровская - Николай Баталов - Всеволод Вербицкий - Алексей Грибов - Борис Добронравов | - Клавдия Еланская - Анастасия Зуева - Мария Кнебель - Иван Кудрявцев - Борис Ливанов - Василий Орлов - Марк Прудкин | - Вера Соколова - Виктор Станицын - Алла Тарасова - Николай Хмелёв - Михаил Яншин |